# Museum Carnuntinum

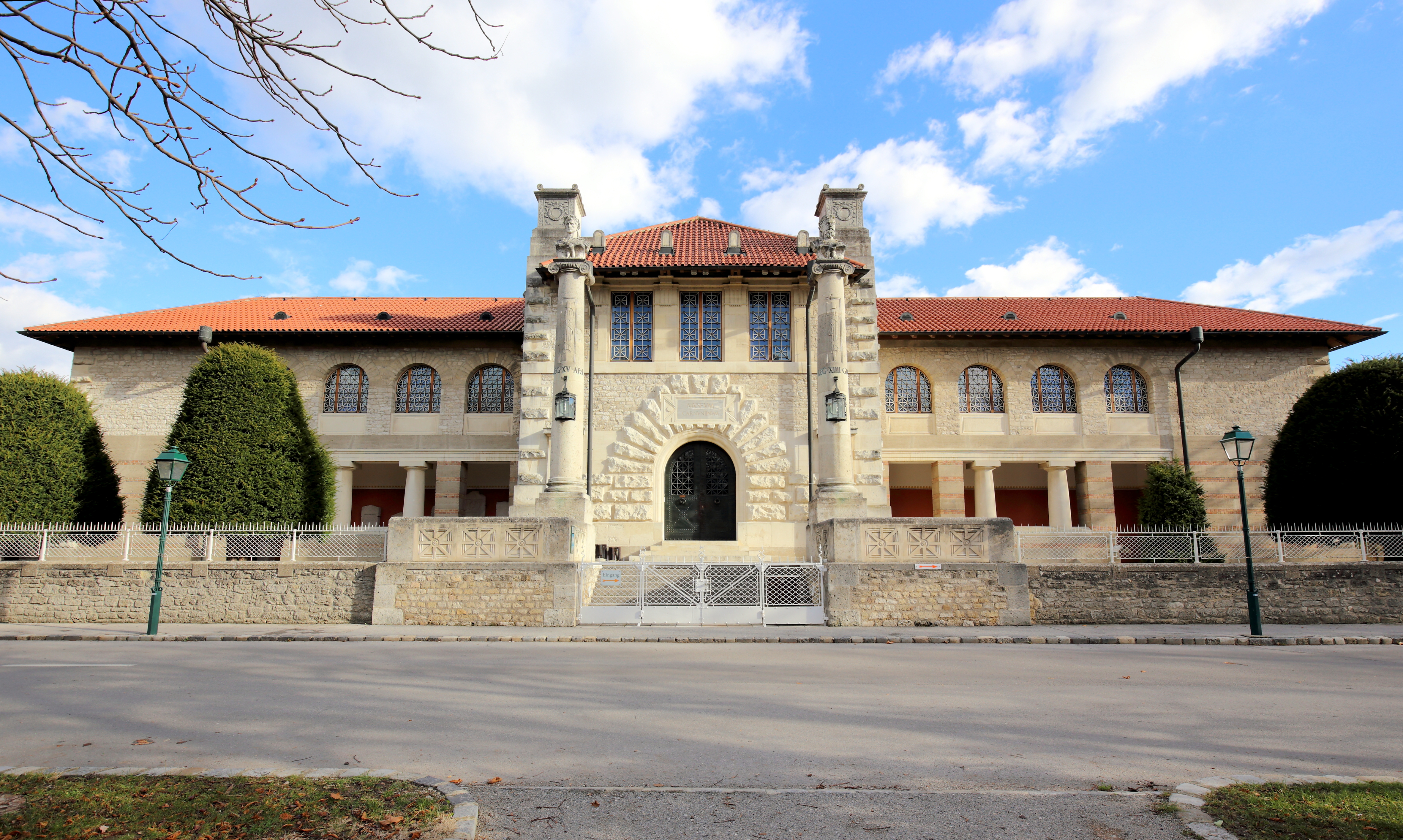
Fassade des Museumsgebäudes

Das Museum Carnuntinum in Bad Deutsch-Altenburg in Niederösterreich ist Teil und als sogenanntes Schatzhaus auch Kernstück der antiken Römerstadt Carnuntum. Es hat Geschichte und das Alltagsleben des antiken Legionslagers und der antiken Zivilstadt von Carnuntum zum Thema und präsentiert in seiner Ausstellung hauptsächlich Fundstücke aus den Grabungen auf diesen Plätzen. Mit über 2 Millionen Fundstücken im Depot ist es das größte Römermuseum in Österreich.

## Geschichte

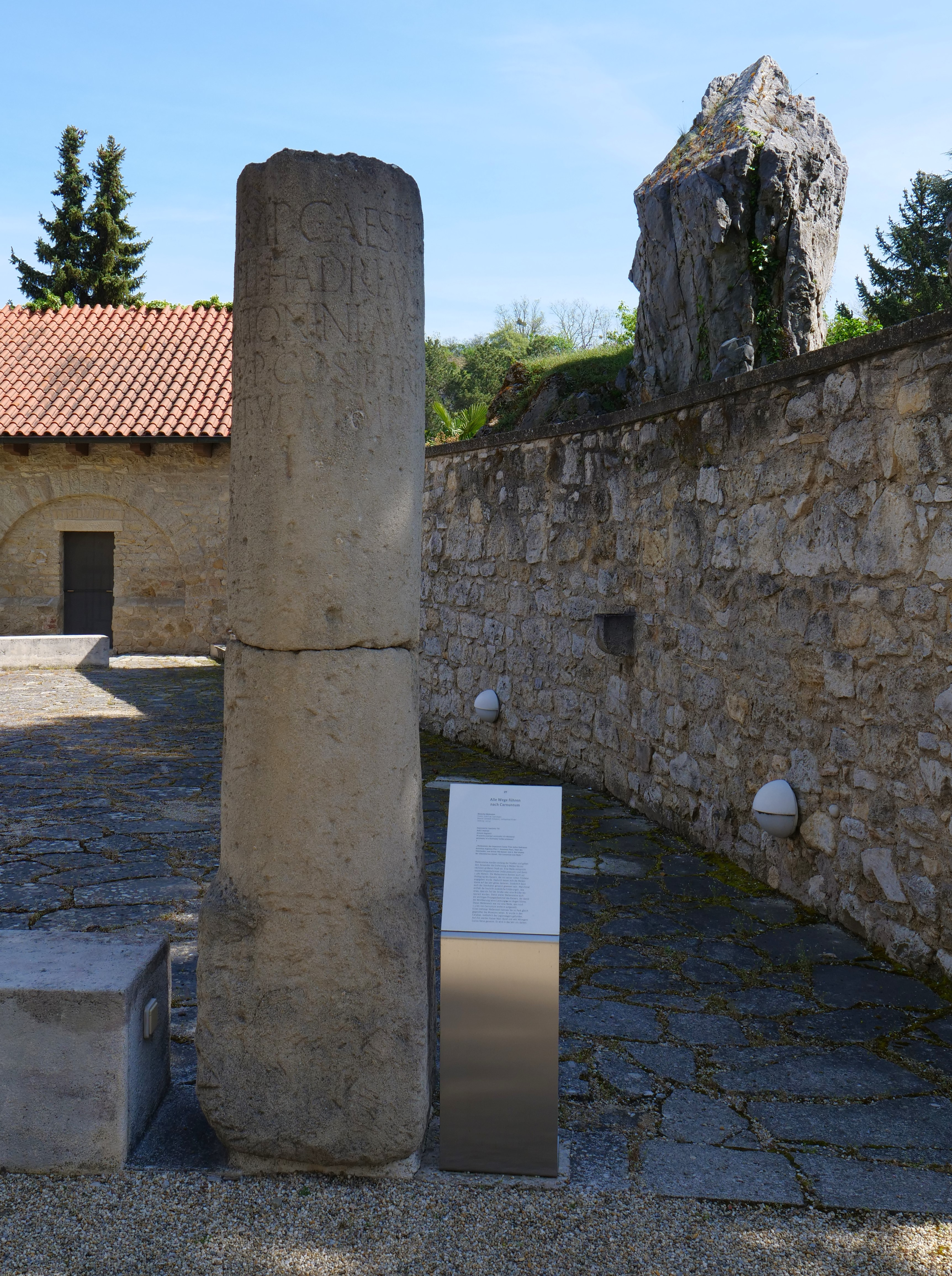
Römischer Meilenstein auf dem Museumsgelände

1852 legte Freiherr Eduard von Sacken durch seine Forschungen in Carnuntum den Grundstein für eine der bedeutendsten Römersammlungen in Österreich. Da am Ende des 19. Jahrhunderts die ersten wissenschaftlichen Grabungsarbeiten in Carnuntum begannen, unter anderem wurde 1887 das Amphitheater und von 1898 bis 1911 das Legionslager freigelegt. Ein Teil der bei den Untersuchungen geborgenen römischen Artefakte wurden bis dahin im k.k. Münz- und Antikenkabinett in Wien oder in Privatsammlungen untergebracht. Der Zugang zu den wissenschaftlichen Ergebnissen vor Ort war für Interessierte dadurch nur sehr eingeschränkt möglich.
Eines der Hauptanliegen des 1884 in Wien gegründeten Vereines Carnuntum und seiner Förderer wie beispielsweise Otto Reichsgraf Abensberg Traun, Anton Graf Ludwigstorff, Wilhelm Ritter von Hartel, Freiherr Josef von Doblhoff-Dier und andere Mitglieder einschlägiger Forschungskreise war gemäß seinen Statuten die Einrichtung eines Carnuntum-Museums. Bis zur Realisierung dieses Projektes waren die meisten Funde aus den Grabungen auf das Schloss Petronell, das Schloss Ludwigstorff und ein vom Steinbruchbesitzer Karl Hollitzer zur Verfügung gestelltes Haus in Bad Deutsch-Altenburg (ehemaliges „Bastlerhaus“, heute befinden sich dort Gemeindewohnungen) verteilt.

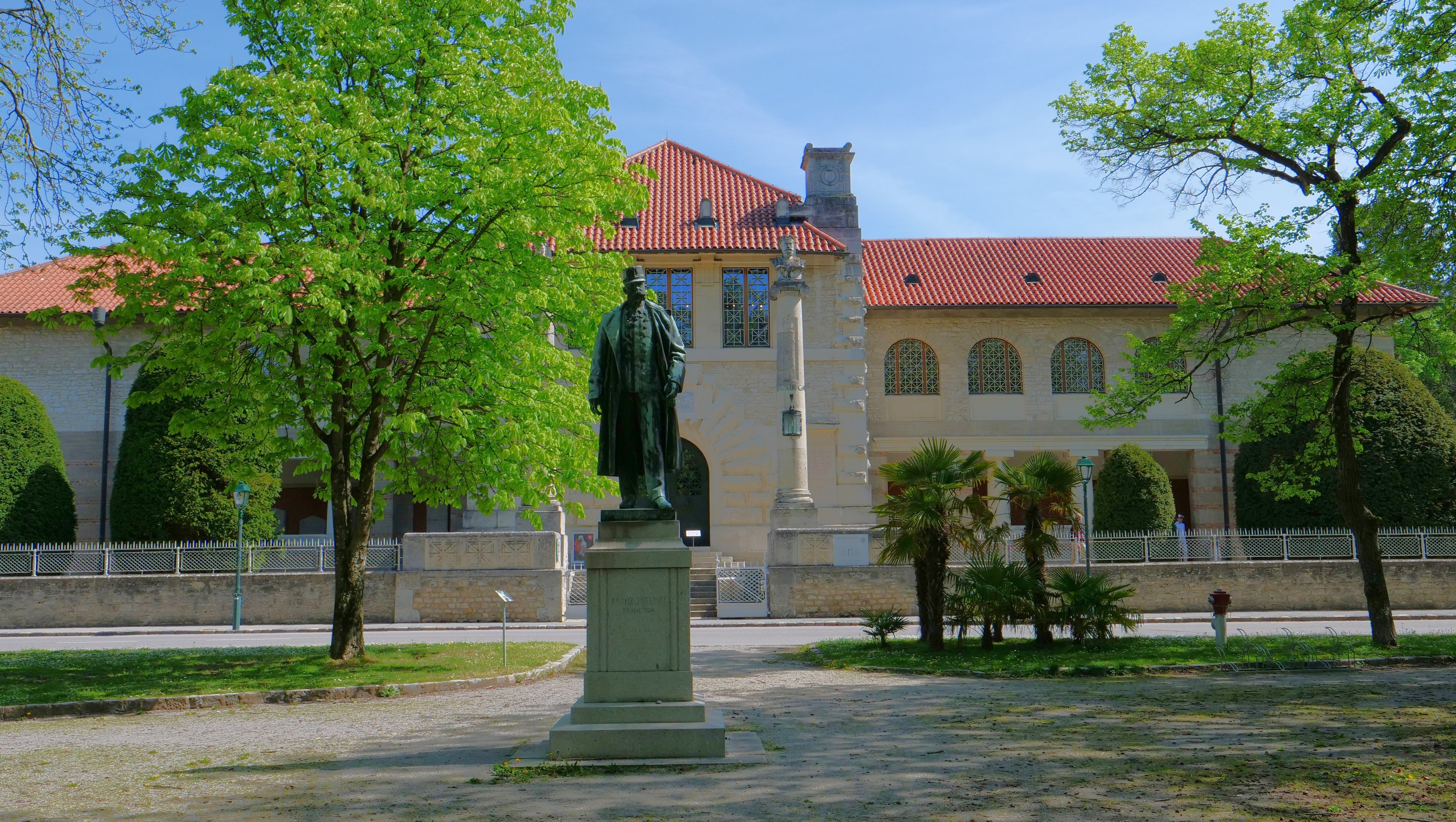
Statue Franz Josephs I. vor dem Museum

Vom ersten Planungsentwurf Otto Benndorfs vergingen fast zwanzig Jahre, bis auf Initiative des Vereins Carnuntum (heute Verein Freunde Carnuntums) die beiden Architekten Friedrich Ohmann, der vorher schon ähnliche Projekte geplant hatte, und August Kirstein vom k.k. Ministerium für Cultus und Unterricht mit der Umsetzung des Bauvorhabens beauftragt wurden. Der Verwendungszweck des Gebäudes war in einem Vereinbarungsentwurf des Vereines Carnuntum an das k.k. Ministerium für Cultus und Unterricht im Jahr 1902 klar festgelegt: 

„Das Museum ist bestimmt, alle erreichbaren antiken (eventuell auch spätere und prähistorische) Fundobjecte aus dem Gebiete von Carnuntum und Umgebung aufzunehmen, für Bildungszwecke und Fachstudien öffentlich nutzbar zu machen und in Deutsch-Altenburg für immer zu erhalten.“

 Die Grundsteinlegung erfolgte im Jahr 1901 auf einem privaten Grundstück nahe am Südufer der Donau und schon 1904 konnte Kaiser Franz Joseph das neue Museum feierlich seiner Bestimmung übergeben.

## Museum

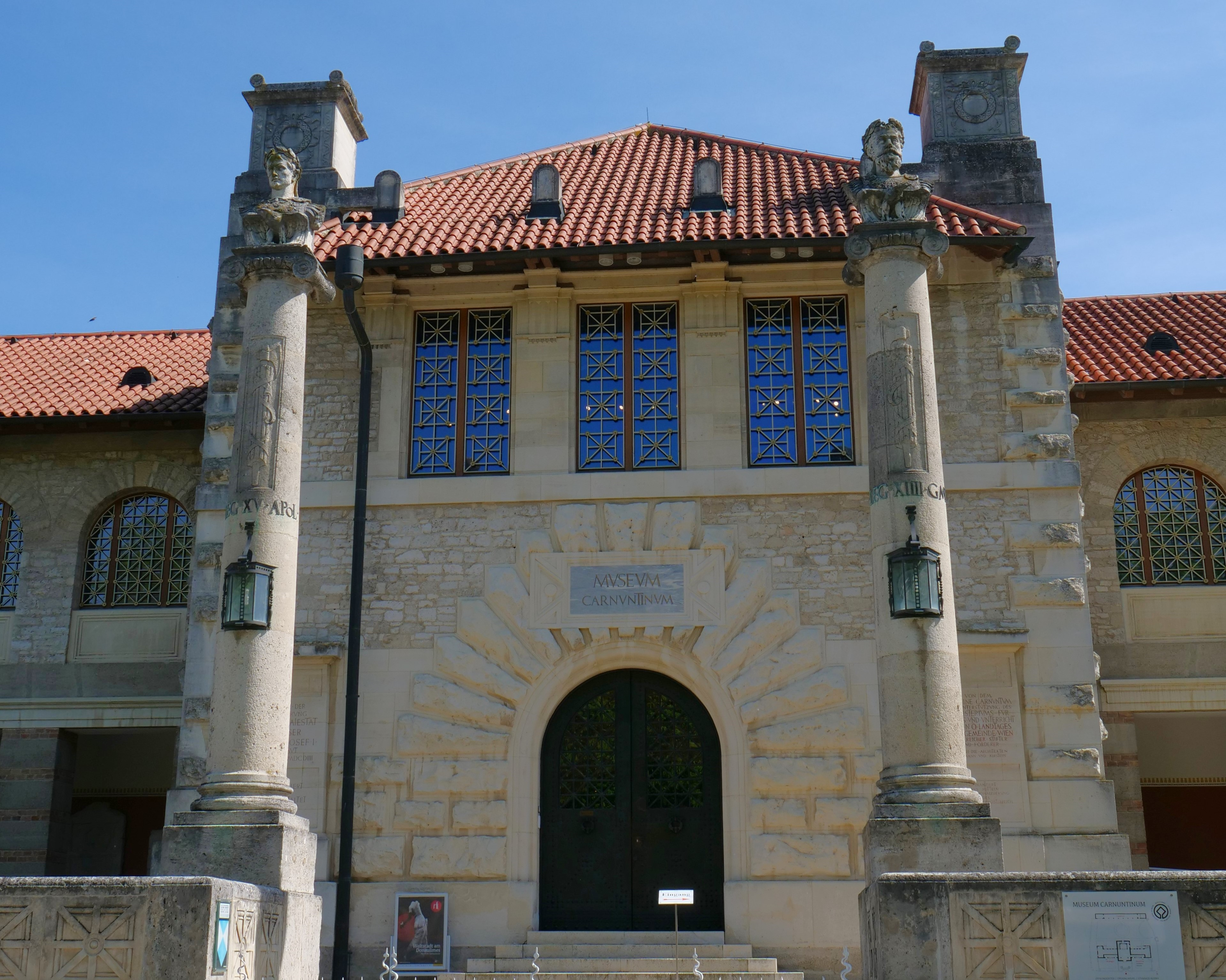
Museumsportal

Das Museum steht inmitten einer Gartenanlage und orientiert sich in seinem Stil an einer römischen Landvilla. Die Architekten versuchten mit ihrem Entwurf den Eindruck einer Rekonstruktion zu erwecken. An dem dreiachsigen Mittelbau schließen sich seitlich zwei Flügel mit Rundbogenfenstern im Obergeschoß an. An beiden Seiten des Haupteingangs sind ionische Säulen aufgestellt, die die Büsten der römischen Kaiser Marc Aurel und Augustus tragen.
Das Haus wurde in beiden Weltkriegen stark beschädigt. 1949 wurde es notdürftig wiederhergestellt und schon 1950 wiedereröffnet. Die Umbauten linderten jedoch nicht die Raumnot, die durch die Anhäufung der Fundgegenstände entstanden war, denn der Bau blieb fast unverändert. Das Gebäude hat (bedingt durch den felsigen Untergrund des Geländes) keinen Keller und damit auch keine größeren Lagerräume zur Verfügung. Das Bundesland Niederösterreich übernahm zunächst nur treuhänderisch die Verwaltung, bis es dann 1953 endgültig in Landesbesitz überging. Für eine umfangreiche Gebäudesanierung fehlten jedoch die notwendigen finanziellen Mittel, sodass erst 1988 mit einem größeren Umbau und einer Renovierung begonnen werden konnte. Nach Abschluss der Umbaumaßnahmen konnte das neu gestaltete und umfassend modernisierte Museum im Jahr 1992 wieder für die Besucher geöffnet werden.
Im Kurpark vor dem Museum steht in der Mittelachse des Eingangsbereiches ein lebensgroßes Bronzestandbild Kaiser Franz Josephs I., eine Arbeit des Bildhauers Edmund Hofmann von Aspernburg.

## Ausstellung

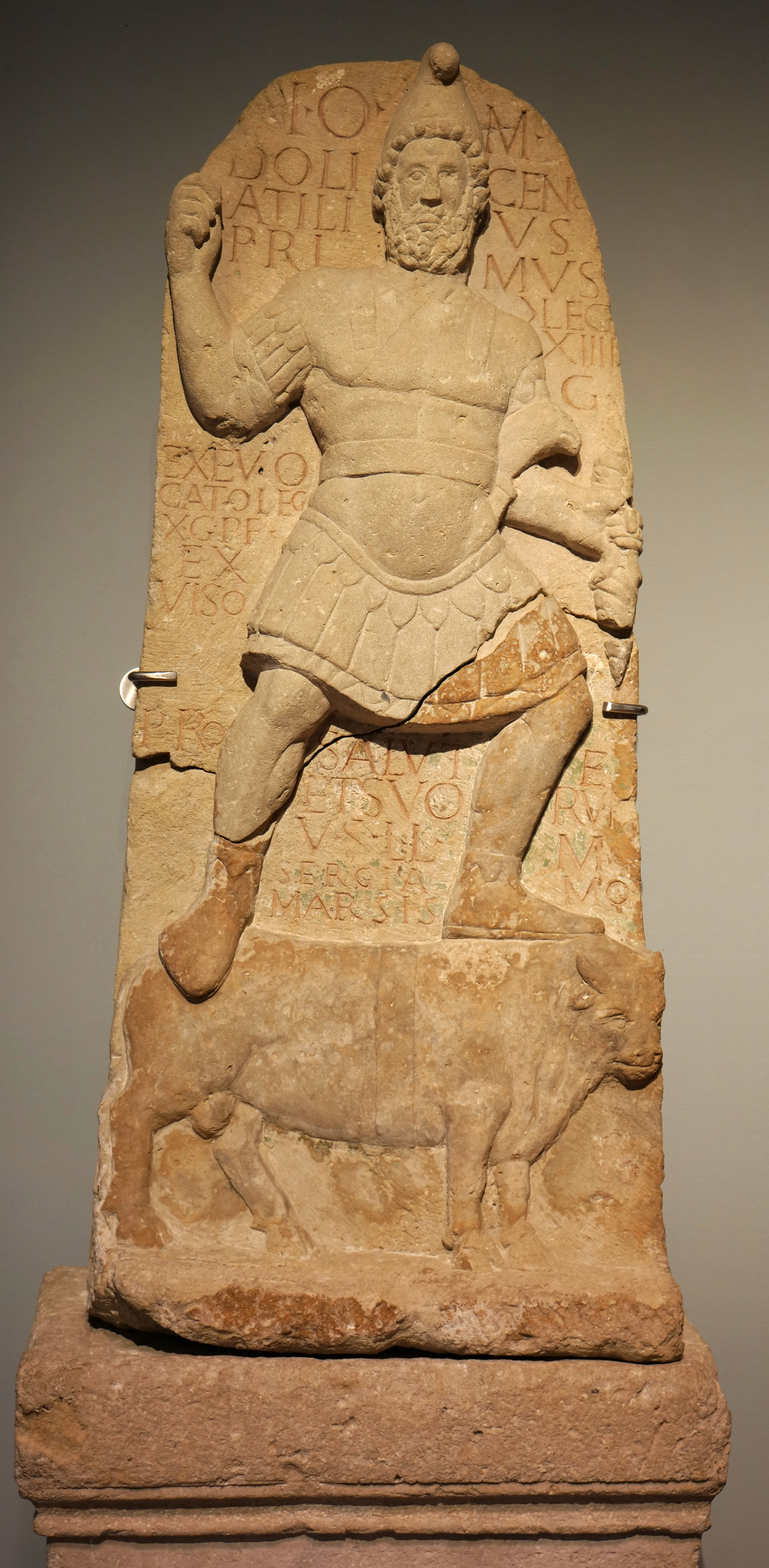
Jupiter Dolichenus auf Postament, ca. 180 n. Chr.

Grundstock der Fundsammlung des Museums waren die Privatsammlungen von Abensberg-Traun, Ludwigstorff, Hollitzer, Nowatzi und Widter. Hauptanliegen ist die umfassende Präsentation der römischen Kultur, orientalischer Religionen und Kulte, des Alltagslebens der Römer sowie der Entwicklung des römischen Militärwesens an der pannonischen Donaugrenze. Auch Kaiser Marc Aurel verbrachte während der Markomannenkriege mehrere Jahre in Carnuntum. Damit rückte die am Rande des Reiches gelegene Provinzhauptstadt ins Zentrum der damaligen Weltpolitik. Die Ausstellung zeigt anhand von vorher noch nie ausgestellten Fundstücken die Auswirkungen dieses bedeutenden Ereignisses bis in unsere Zeit. Die teilweise Entstehung seiner philosophischen Selbstbetrachtungen in Carnuntum wird dabei ebenfalls untersucht.
Gezeigt werden vor allem Grabsteine, Mosaike, Weihealtäre, Statuen und Reliefs, Gebrauchsgegenstände des täglichen Lebens, Münzen, Schmuck (vor allem Gewandfibeln), Statuen des Jupiter Dolichenus, Mithras syrischer und ägyptischer Götter, Kaiserporträts sowie Münzen, medizinische Instrumente, Nachbildungen von Waffen und Ausrüstung römischer Soldaten, Schreibgeräte, Keramik, Gläser und Schmuck aus Grabfunden.
Das Museum ist bestrebt, durch eine auf strenger wissenschaftlicher Grundlagenarbeit basierende Präsentation auch weiterhin seine Besucher für die Zivilisation der römischen Antike vor 2000 Jahren zu interessieren und so verständlich zu machen, dass die Geschichte Österreichs oft auch aus den historischen Ereignissen rund um das römische Carnuntum erklärt werden kann. Seit 2004 werden im Museum Carnuntinum immer wieder Ausstellungen zu wechselnden Themenschwerpunkten gezeigt. Dazu zählen auch in Verbindung mit den Ausgrabungen die in den letzten Jahren wiederaufgebauten Wohnhäuser und die Therme auf dem Gelände der Römerstadt Carnuntum.

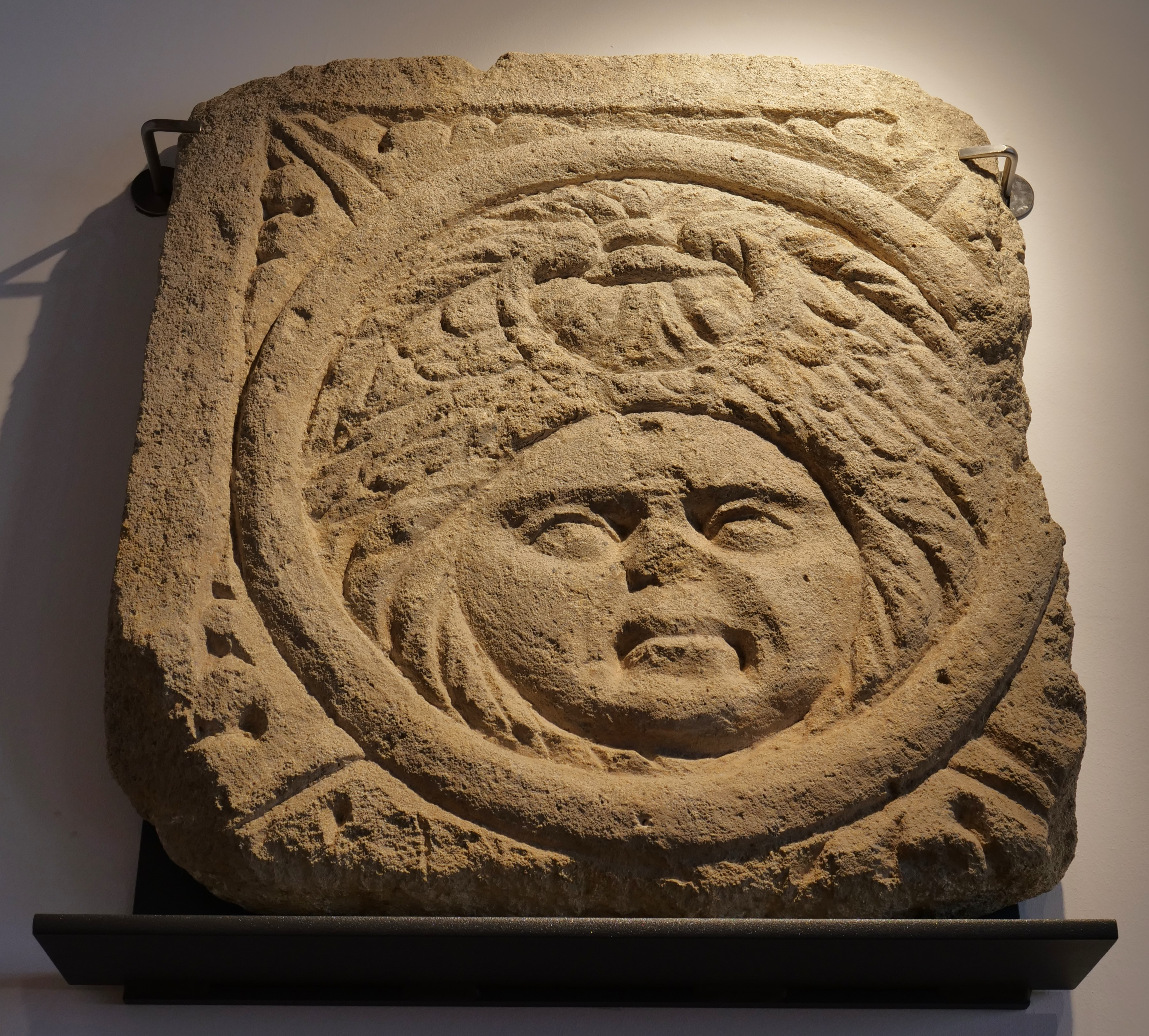
Reliefplatte Gorgo Medusa, Übergang 2. bis 3. Jh.
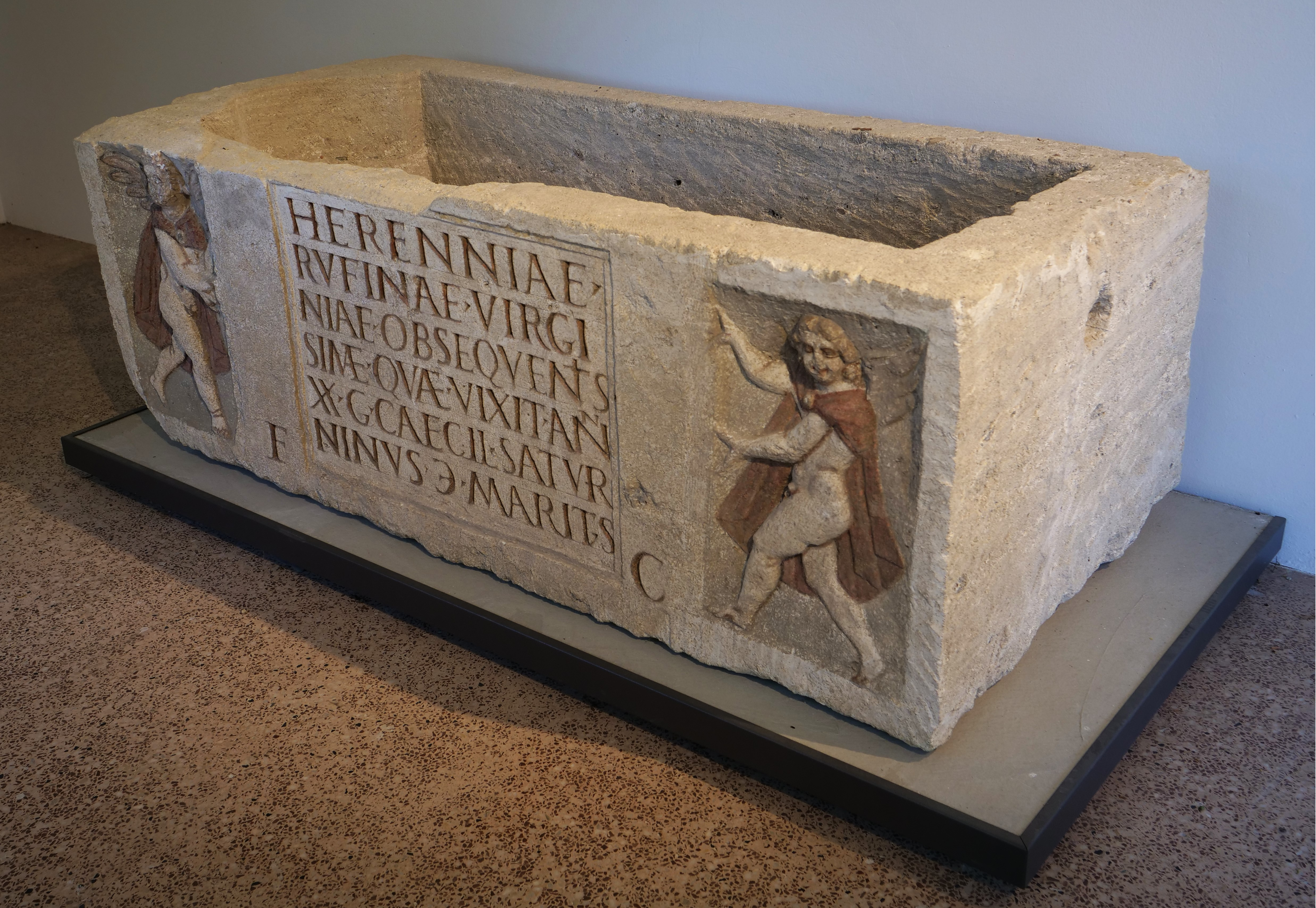
Sarkophag der Herennia Rufina, 2. bis 3. Jh.
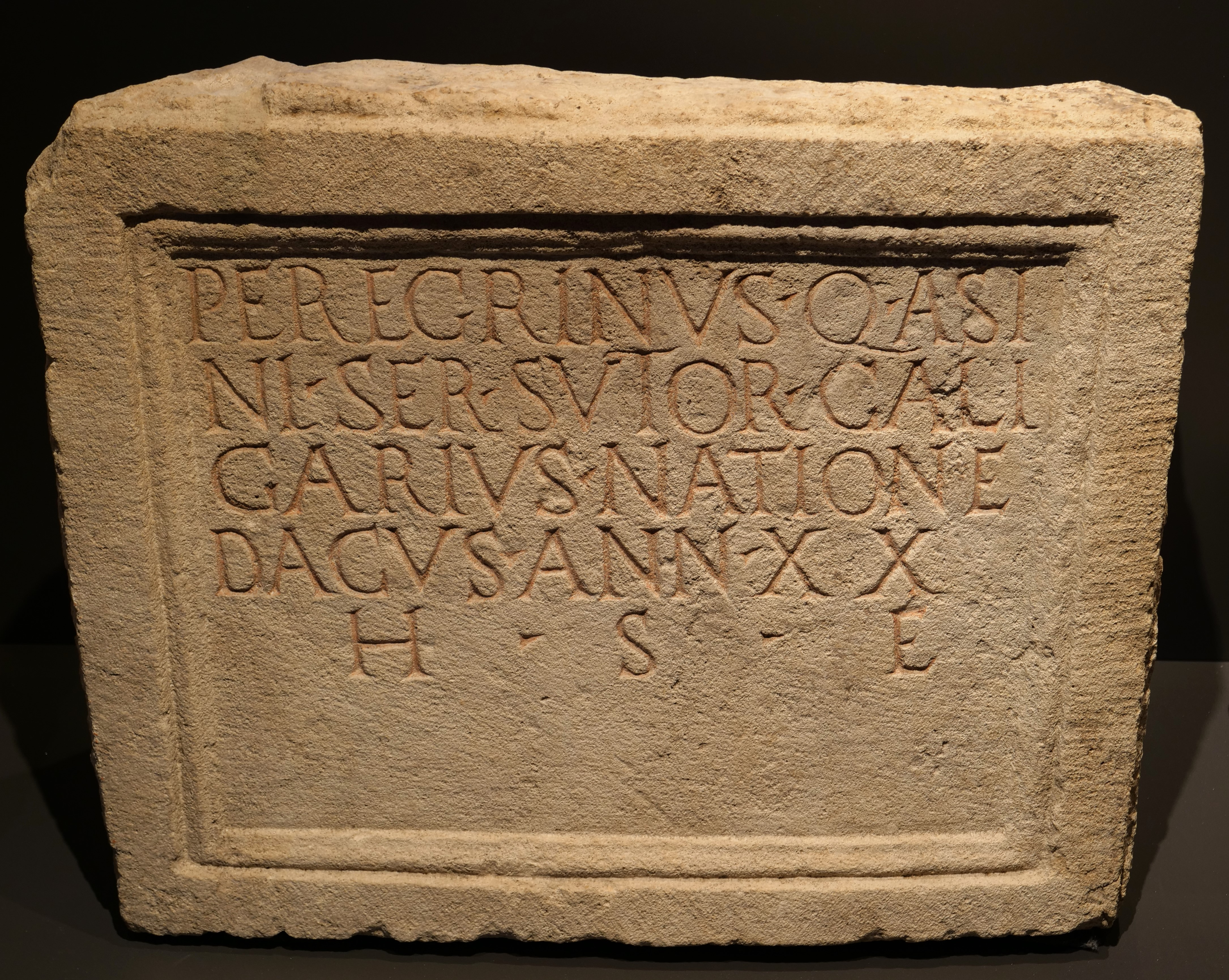
Grabplatte des Sklaven Peregrinus, Wende 1. bis 2. Jh.
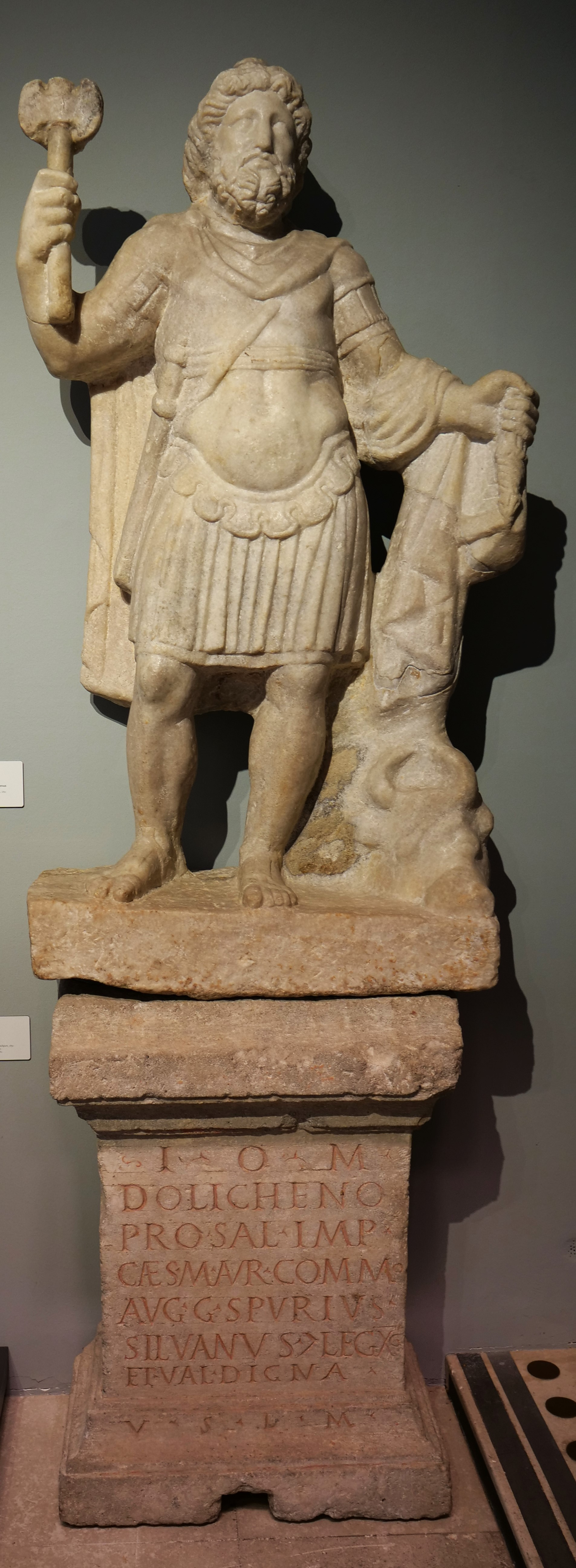
Kultstatue Iuppiter Dolichenus, ca. 180 n. Chr.

## Veranstaltungen
Das Museum war im Rahmen der Landesausstellung 2011 mit der Kulturfabrik Hainburg und dem rekonstruierten Römischen Stadtviertel in Petronell-Carnuntum einer der drei Standorte dieser Sonderschau.

## Römerstadt Carnuntum

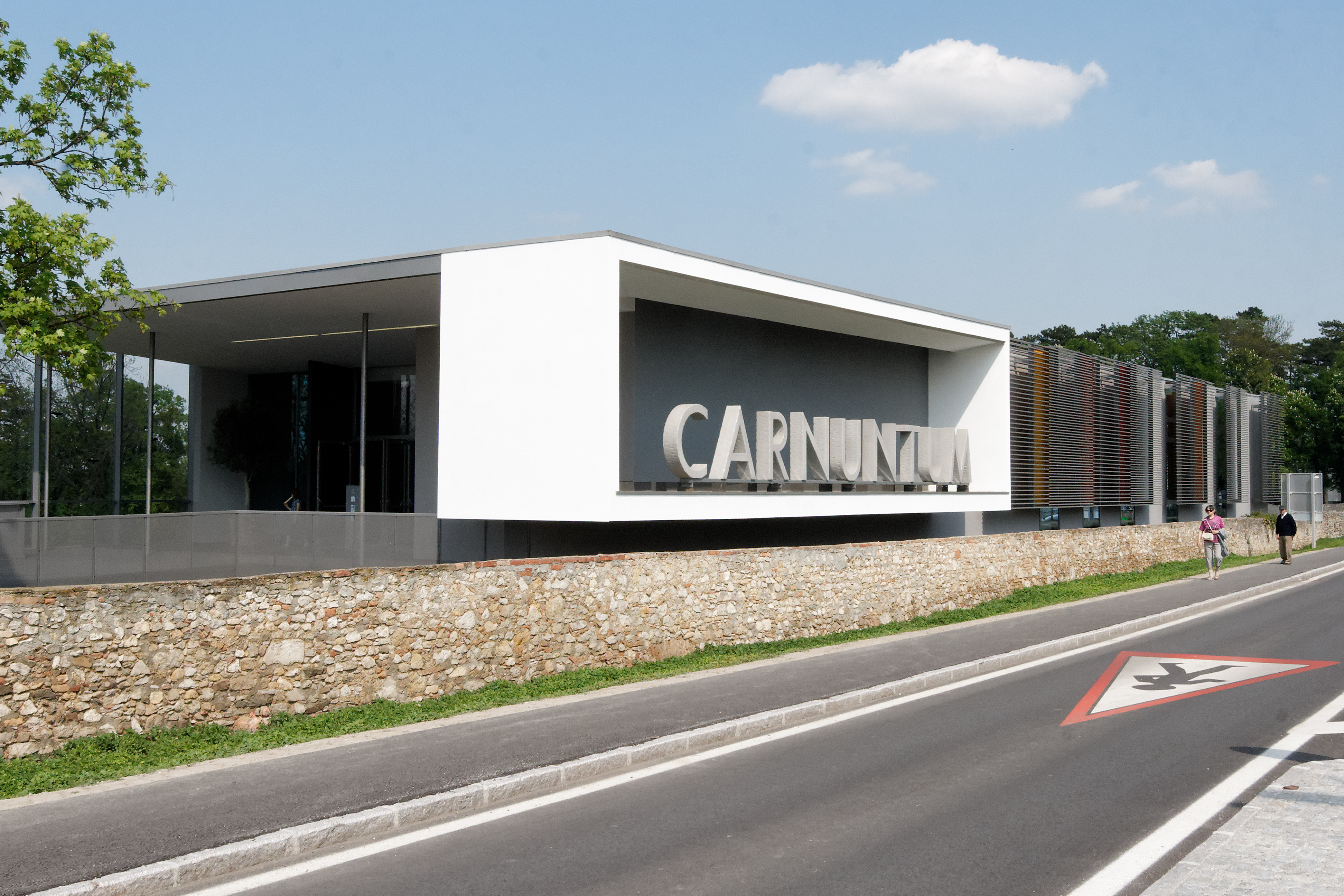
Empfangszentrum der Römerstadt Carnuntum

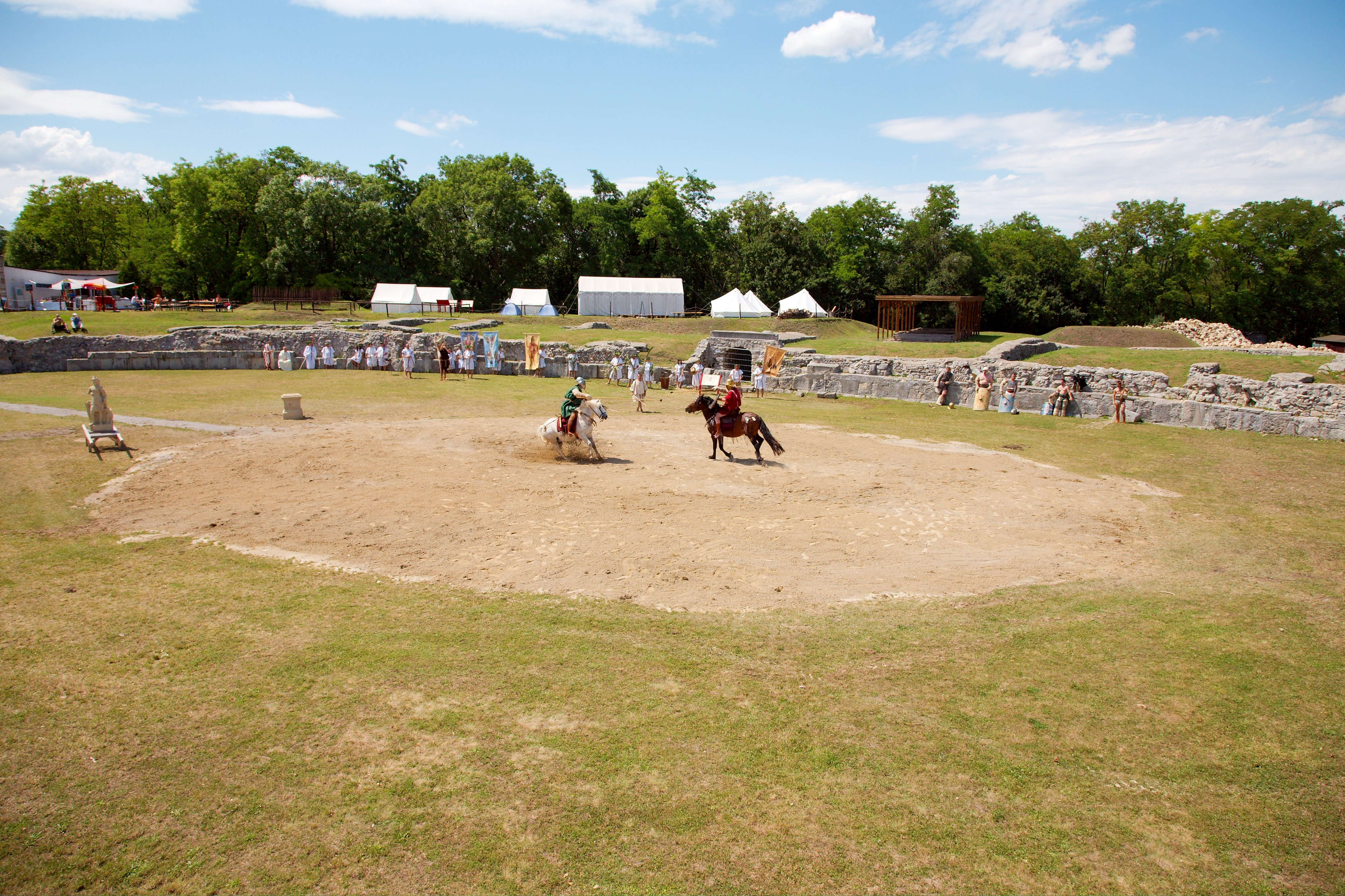
Reiter- und Gladiatorenspiele im Amphitheater I

Die erste Basis für die Römerstadt Carnuntum wurde in den späten 1980er-Jahren gelegt, 1997 erfolgte die eigentliche Gründung als Kulturinstitution. Sie umfasst ein rund zehn Quadratkilometer großes Areal in der Umgebung der Ortschaften Petronell und Deutsch-Altenburg in Niederösterreich, auf dem bislang ca. 0,5 Prozent der Bausubstanz der einstigen Römersiedlung Carnuntum ausgegraben sind. Sein Zentrum befindet sich im sogenannten Spaziergarten des Schlosses Petronell. 10 bzw. 20 Gehminuten entfernt liegt das Amphitheater der Zivilstadt und das Wahrzeichen der Region, das Heidentor. Östlich davon, in Deutsch-Altenburg, steht nahe dem ehemaligen Legionslager das zweite, besser erhaltene Amphitheater der Lagerstadt. Es gehört zu den Aufgaben des Parks, die schon ausgegrabenen, aber teilweise schon wieder verfallenen antiken Mauerzüge besser zu konservieren (mit Kalkmörtel anstatt wie bisher mit Zementmörtel) und so der Nachwelt zu erhalten. Weiters sollen von dort aus Notgrabungen organisiert und vor allem die römischen Artefakte von dem durch Steinbrucharbeiten stetig weiter abgetragenen Pfaffenberg sichergestellt werden. Weitere Grabungen gestalten sich nicht nur aus finanziellen, sondern auch aus juristischen Gründen bei der Ablösung des in Privatbesitz befindlichen Ackerlands schwierig. Man setzt daher seit den 1970er-Jahren auf Qualität und Anschaulichkeit anstatt auf Quantität. Diese Maßnahmen bzw. begleitende Veranstaltungen tragen wesentlich zum Verständnis der antiken Kultur und Technologie und zu einer Revitalisierung der Region bei.
Die noch sichtbaren Reste der römischen Stadt sind zum größten Teil im Spaziergarten zu sehen. Im Sinne des noch relativ jungen Forschungszweiges der experimentellen Archäologie wird die antike Lebenswelt für das Publikum durch Veranstaltungen wie Reiter- oder Gladiatorenspiele und durch die weltweit bisher einzigartige Wiederaufbautechnik von antiken Gebäuden und die wissenschaftlich belegte Gestaltung von Innenräumen und Vorgärten im Freilichtmuseum des rekonstruierten Römischen Stadtviertels erlebbar gemacht.
Im Zeitraum von 2006 bis 2011 wurde das Gelände für die Niederösterreichische Landesausstellung völlig neu gestaltet. Dabei wurde auch ein modernes Informations- und Ausstellungsgebäude mit einem maßstabgetreuen Flächenmodell der Kastelle und der Stadt errichtet. Die wichtigsten Gebäude eines Stadtteils (insula), bestehend aus mehreren Straßen, zwei Häusern und einer Badeanstalt, wurden auf den freigelegten Fundamenten mit Hilfe fachübergreifender wissenschaftlicher Erkenntnisse und historischer Quellen rekonstruiert und samt der Inneneinrichtung bis ins Detail teilweise neu aufgebaut, sodass der Besucher einen nahezu unverfälschten Eindruck vom Alltagsleben in den ersten fünf Jahrzehnten des 4. Jahrhunderts n. Chr. bekommt. Vorrangiges Ziel war das Aufzeigen und die Beschreibung unterschiedlicher Arbeitsmethoden in virtueller Rekonstruktion sowie das Studium der Möglichkeiten korrekter Interpretation archäologischer Befunde. Bis zu 120 Personen wurden für Grabungen, Bauarbeiten, den Betrieb des Römischen Stadtviertels und die Betreuung der zuletzt 250.000 Besucher pro Jahr eingesetzt. Das Stadtviertel kann auch virtuell begangen werden.

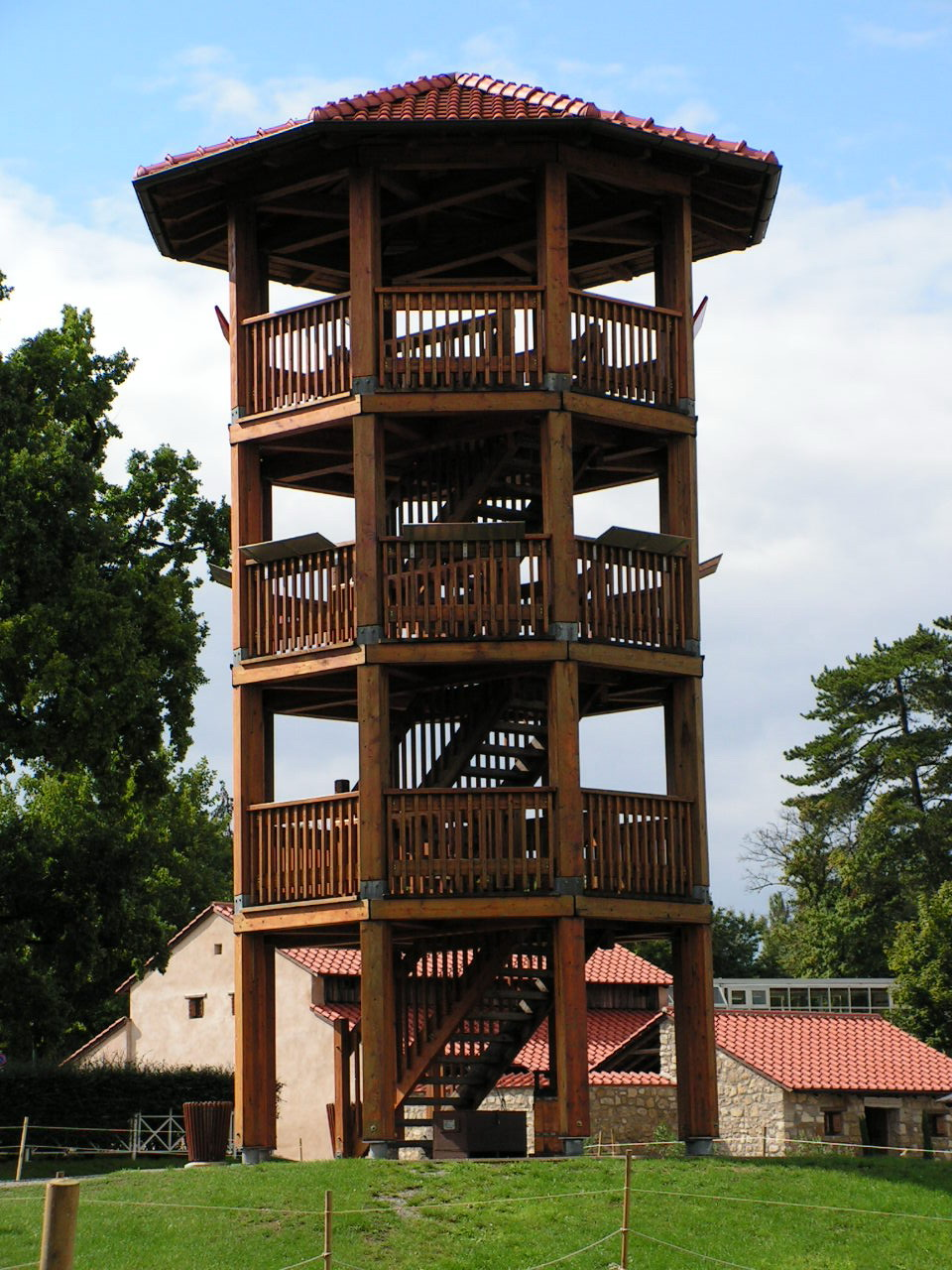
Ehemaliger Aussichtsturm auf der Nordterrasse

Als Vorlage für die bisherigen baulichen Rekonstruktionen wurde das vierte Jahrhundert, die sogenannte Bauperiode fünf, gewählt. Fertiggestellt wurden dabei insgesamt vier Gebäudekomplexe:
- das Haus des Tuchhändlers Lucius
- das Patrizierhaus Villa Urbana (2007 bis 2008)
- die benachbarte kleine Therme (2009 bis 2011)
- Domus Quarta (Speisezimmer 2013 teilrekonstruiert)

Die Rekonstruktionen sind keine fiktiven Kulissen oder museale Objekte, sondern bewohnbare Häuser. Alle Grundrisse und Ausstattungsdetails sowie die Straßenniveaus des Stadtviertels sind einer einzigen Zeitepoche zuzuordnen. Der Aufbau der rekonstruierten Gebäude erfolgte nicht mit moderner Bautechnik, sondern mit nachgebauten römischen Kellen, Meißeln und Hämmern. Für den Mörtel verwendete man wie zur Römerzeit Flusssand und Kalk, für die Dachkonstruktionen wurden möglichst alte, noch mit der Axt behauene Balken aus Abbruchhäusern und Scheunen der Umgebung verwendet. Diese experimentelle Archäologie ist zwar kostenintensiv, liefert aber wertvolle Aufschlüsse über antike Handwerkstechniken, Bauzeiten und Baukosten. Auch die für die Römer typischen Fußbodenheizungen (Hypocaustum) wurden nachgebaut, die Therme wird von April bis November beheizt.
Im Jahr 2006 fanden anlässlich des 2000-jährigen Bestehens der römischen Siedlung zahlreiche Veranstaltungen (Schaukämpfe, Schaukochen usw.) statt.
Im Jahr 2013 wurde der Park von der Europäischen Union neben dem Weihnachtslied Stille Nacht, heilige Nacht für das Europäische Kulturerbe-Siegel für die Vorauswahl nominiert. Am 8. April 2014 wurde der Römerstadt das Siegel zuerkannt.